# Kórobovka
Kórobovka (en rus: Коробовка) és un poble de l'óblast de Lípetsk, a Rússia, que el 2013 tenia 451 habitants. Pertany al districte rural de Griazi.